# Šport u 1996.
◄◄ | ◄ | 1993. | 1994. | 1995. | 1996.  | 1997. | 1998. | 1999. | ► | ►►
Arhitektura • Astronautika • Astronomija • Biologija • Film • Fotografija • Glazba • Kazalište • Kemija • Kiparstvo • Knjige • Književnost • Kršćanstvo • Meteorologija • Medicina • Planinarstvo • Politika • Pravo • Promet • Slikarstvo • Strip • Šport • Televizija • Znanost • Zrakoplovstvo • Željeznički promet
Šport u 1996.

## Svijet

### Natjecanja

#### Svjetska natjecanja
- Od 19. srpnja do 4. kolovoza – XXVI. Olimpijske igre – Atlanta 1996.

#### Kontinentska natjecanja

##### Europska natjecanja
- Od 24. svibnja do 2. lipnja – Europsko prvenstvo u rukometu u Španjolskoj: prvak Rusija
- Od 8 do 30. lipnja – Europsko prvenstvo u nogometu u Engleskoj: prvak Njemačka

### Osnivanja
- FK Metalurg Donjeck, ukrajinski nogometni klub

## Hrvatska i u Hrvata

### Smrti
- 8. srpnja – Franjo-Luka Predanić, hrvatski atletičar (* 1905.)

## Vanjske poveznice
|  | Zajednički poslužitelj ima još gradiva o temi Šport u 1996. |